# Parti Démocratique Idéal
Die Parti Démocratique Idéal (PDI, englisch Ideal Democratic Party, deutsch „Ideale Demokratische Partei“) ist eine politische Partei in Ruanda. Sie befindet sich in einer Regierungskoalition mit der Ruandischen Patriotischen Front (RPF) unter Präsident Paul Kagame und drei kleineren Parteien.

## Parteigeschichte
Die Partei wurde am 30. November 1991 als Parti pour la démocratie islamique (PDI) gegründet. Nachdem die RPF durch ihr Eingreifen den Völkermords an den Tutsi im Juli 1994 beendet hatte, wurde die PDI Teil einer Übergangsregierung unter Führung der RPF, zusammen mit der Mouvement Démocratique Républicain (MDR), Social Democratic Party (PSD), Liberal Party (PL), Christian Democratic Party (PDC), Rwandan Socialist Party (PSR) und Democratic Union of the Rwandan People (UDPR). 2003 verbot eine Verfassungsänderung religiöse, ethnische oder sonstige als diskriminierend angesehene Einteilungen von Parteien. Die PDI änderte daraufhin ihren Namen in Parti démocratique idéal (englisch Ideal Democratic Party) und die Christian Democratic Party ihren in Centrist Democratic Party.
Die PDI ist Mitglied des National Consultative Forum of Political Organizations (NFPO).

## Wahlergebnisse
| Jahr | Sitze  | Belege             |
| ---- | ------ | ------------------ |
| 2003 | 2 / 80 | [ 7 ] [ 8 ] [ 5 ]  |
| 2008 | 2 / 80 | [ 9 ] [ 10 ] [ 5 ] |
| 2013 | 2 / 80 | [ 11 ]             |
| 2018 | 1 / 80 | [ 12 ] [ 13 ]      |
| 2024 | 2 / 80 | [ 2 ]              |

Bei der Parlamentswahl im Herbst 2003 erhielt die Partei zwei Sitze und bildete zusammen mit den weiteren kleinen Parteien Centrist Democratic Party (PDC), Democratic Popular Union of Rwanda (UDPR) und Rwandan Socialist Party (PSR) eine Regierungskoalition unter der Führung der RPF.
Bei der Parlamentswahl am 15. September 2008 erhielt die Partei unter André Bumaya zwei Sitze. Bei der Wahl war sie Teil einer Koalition unter der Führung der RPF mit den Parteien PDC unter Alfred Mukezamfura, UDPR unter Adrien Rangira und PSR unter Medard Rutijanwa.
Bei der Parlamentswahl am 16. September 2013 gewann die PDI zwei Sitze.
Seit der letzten Parlamentswahl im Jahr 2018 befindet sich die PDI in einer Regierungskoalition mit der RPF sowie den kleineren Parteien Parti Democrate Centriste (PDC), Parti du Progrès et la Concorde (PPC) und der PSR. Die Koalition gewann bei der Wahl entsprechend 73,95 Prozent der Stimmen insgesamt 40 Sitze, von denen einer an Musa Fazil Harerimana von der PDI ging.
Für die Parlamentswahl am 15. Juli 2024 schickt die Partei 55 Kandidaten ins Rennen. Sie gewann 4,61 Prozent der Stimmen und damit 2 Sitze in der Abgeordnetenkammer. Für die am selben Tag stattfindende Präsidentschaftswahl sprach der Parteivorsitzende Harerimana Amtsinhaber Kagame seine Unterstützung aus, der mit über 99 Prozent der Stimmen die Wahl gewann.

## Parteimitglieder

### Parteivorstand
Parteivorsitzender ist Musa Fazil Harerimana, der bis zu einer Kabinettsumbildung im Oktober 2016 für fast ein Jahrzehnt Minister für Innere Sicherheit Ruandas war. Zweite stellvertretende Vorsitzende ist Fatou Harerimana.

### Parlamentsabgeordnete
Folgende Kandidaten der PDI sind bei Parlamentswahlen erfolgreich über die Listenwahl in die Abgeordnetenkammer eingezogen:
- Parlamentswahlen 2003, 2008 und 2013: jeweils 2 Abgeordnete
- Parlamentswahl 2018[13]
  - Musa Fazil Harerimana
- Parlamentswahl 2024[2]
  - Musa Fazil Harerimana
  - Wassila Niwemahoro